# Ludiinae
Sous-famille
Les Ludiinae sont une sous-famille de lépidoptères (papillons) appartenant à la famille des Saturniidae, comprenant huit genres.

## Liste des genres
- Carnegia
- Goodia
- Ludia
- Orthogonioptilum
- seudoludia
- Vegetia